# Caligavis obscura
El mielero oscuro o melífago oscuro (Caligavis obscura) es una especie de ave paseriforme de la familia Meliphagidae endémica de Nueva Guinea.

## Taxonomía
El mielero gorjinegro fue descrito científicamente por el ornitólogo inglés Charles Walter De Vis en 1897 como Ptilotis obscura. El epíteto específico deriva del latín obscurus que significa «oscuro». Anteriormente era clasificado en el género Lichenostomus, pero se trasladó a Caligavis tras los resultados de un análisis de filogenética molecular publicado en 2011 que demostró que el género anterior era polifilético.
En clasificaciones anteriores la población de la península de Doberai era reconocida como una subespecies diferente, C. o. viridifrons, pero en publicaciones actuales la especie es tratada como monotípica.